# Creu de Reus
La Creu de Reus, o Creu del camí de Reus, és una creu de terme de Prades (Baix Camp), situada al carrer de Reus, al sud de la població, a l'ancestral camí de Reus a Prades.